# Isabelle de France (1348-1372)
Pour les articles homonymes, voir Isabelle de France et Isabelle de Valois.
Pour les autres membres des familles, voir Maison capétienne de Valois et Famille Visconti.
Isabelle de France est née à Vincennes le 1er octobre 1348 et morte à Pavie le 11 septembre 1372. Elle était la fille du roi de France Jean II le Bon et de son épouse Bonne de Luxembourg et leur dernier enfant.

## Mariage et descendance
Alors qu'elle n'est âgée que de douze ans, son père la marie au fils de Galéas II Visconti, seigneur de Milan, pour consacrer l'union entre les deux familles, alors que la France est, à l'époque, en grave crise économique en raison de la guerre de Cent Ans.
Elle épouse donc, en juin 1360, Jean Galéas Visconti (1351-1402), futur duc de Milan.

Pour son mariage, son père crée le titre de comte de Vertus qui est offert en dot à Jean Galéas.
Trois enfants naissent de leur union :
- Valentine Visconti, héritière d'Asti, (1368-1408), mariée en 1389 à Louis (1372-1407), duc d'Orléans, et postérité ;
- Azzone, mort en 1372, sans descendance ;
- Charles, né en septembre 1372, mort jeune sans descendance.

Elle meurt des suites de l'accouchement de son dernier enfant, le 11 septembre 1372, âgée de seulement 23 ans elle a été enterrée dans l'église San Francesco Grande de Pavie.